# Hasanşeyh, Piraziz
Hasanşeyh là một xã thuộc huyện Piraziz, tỉnh Giresun, Thổ Nhĩ Kỳ. Dân số thời điểm năm 2011 là 141 người.